# ルートヴィヒ・クライゼン
ライナー・ルートヴィヒ・クライゼン（Rainer Ludwig Claisen, 1851年1月14日 - 1930年1月5日）は、ドイツの化学者である。主な業績にカルボニルの縮合とシグマトロピー転位がある。「クライゼンフラスコ」として知られる特殊な蒸留フラスコの設計者でもある。

## 生涯
ケルンで弁護士の家庭に生まれ、1869年からボン大学で化学を学んだ。1870年から1871年には看護師として陸軍に従軍し、ゲッティンゲン大学で研究を続けた。1872年にボン大学に戻り、1874年から同大学のアウグスト・ケクレの研究室で博士号を取得して研究者としての活動を始めた。
1878年に私講師としてボン大学で教授資格を得た。1881年、アルドール縮合の一種で、クライゼン・シュミット縮合として知られる、芳香族アルデヒドと脂肪族アルデヒドまたはケトンとの縮合を記述。
1882年から1885年までマンチェスター・ビクトリア大学（オーウェンズ・カレッジ）でヘンリー・エンフィールド・ロスコー、カール・ショアレンマーとともに研究した。1886年にはミュンヘン大学のアドルフ・フォン・バイヤーの研究室で研究し、翌1887年にクライゼン縮合として知られる活性メチレン基を持つエステルの縮合反応を発見。同年に私講師としてミュンヘン大学で教授資格を得た。
1890年に芳香族アルデヒドとエステルとのクライゼン縮合によるケイ皮酸の合成を記述。同年アーヘン工科大学の有機化学の正教授に、クライゼン・イサチン合成として知られる経路によるイサチンの合成を記述した1897年にはキール大学の化学の正教授に就任。さらに1904年にはエミール・フィッシャーの協力で、ベルリン大学の名誉教授となった。
1907年、ボン近郊のゴーデスベルク・アム・ラインに私設研究室を開設。1912年、熱によって融合されるアリルフェニルエーテルの転移反応を発見。1925年の最後の論文で詳述し、この反応はクライゼン転位と呼ばれるようになった。1930年にゴーデスベルク・アム・ラインで死去した。